# Limnes Cheimaditida - Zazari
Limnes Cheimaditida - Zazari este o arie protejată (arie specială de conservare — SAC, sit de importanță comunitară — SCI) din Grecia întinsă pe o suprafață de 3.921,5 ha, integral pe uscat.

## Localizare
Centrul sitului Limnes Cheimaditida - Zazari este situat la coordonatele 40°36′21″N 21°33′13″E / 40.605879°N 21.55355°E.

## Înființare
Situl Limnes Cheimaditida - Zazari a fost declarat sit de importanță comunitară în august 1996 pentru a proteja 8 specii de animale. Situl a fost protejat și ca arie specială de conservare în martie 2011.

## Biodiversitate
Situată în ecoregiunea mediteraneană, aria protejată conține 5 habitate naturale: Lacuri eutrofice naturale cu vegetație de tip Magnopotamion sau Hydrocharition, Mlaștini calcaroase cu Cladium mariscus și specii de Caricion davallianae, Păduri aluvionare cu Alnus glutinosa și Fraxinus excelsior (Alno-Padion, Alnion incanae, Salicion albae), Păduri de Quercus frainetto, Galerii de Salix alba și de Populus alba.
La baza desemnării sitului se află mai multe specii protejate:
- mamifere (1): vidră de râu (Lutra lutra)
- nevertebrate (3): croitorul mare al stejarului (Cerambyx cerdo), rădașcă (Lucanus cervus), Paracaloptenus caloptenoides
- pești (1): Rhodeus meridionalis
- reptile (3): șarpele cu patru dungi (Elaphe quatuorlineata), țestoasa de baltă (Emys orbicularis), țestoasă bănățeană (Testudo hermanni)

Pe lângă speciile protejate, pe teritoriul sitului au mai fost identificate 2 specii de amfibieni, 7 specii de mamifere, 1 specie de pești, 13 specii de reptile.